# Оверс
Оверс (фр. Auverse) насеље је и општина у западној Француској у региону Лоара, у департману Мен и Лоара која припада префектури Сомир.
По подацима из 2011. године у општини је живело 451 становника, а густина насељености је износила 14,67 становника/km². Општина се простире на површини од 30,74 km². Налази се на средњој надморској висини од 85 метара (максималној 102 m, а минималној 55 m).

## Демографија
| 1962. | 1968. | 1975. | 1982. | 1990. | 1999. | 2011. |
| ----- | ----- | ----- | ----- | ----- | ----- | ----- |
| 476   | 543   | 451   | 423   | 356   | 390   | 451   |

График промене броја становника у току последњих година